# Стівен Артур Пінкер
Сті́вен Пі́нкер (англ. Steven Pinker, нар. 18 вересня 1954, Монреаль, Квебек) — канадсько-американський науковець, який працює в галузі експериментальної психології та когнітивних наук, він є також автором праць з популяризації науки. Пінкер відомий як активний прихильник концепції еволюційної психології та «обчислювальної теорії розуму».
Академічна спеціалізація Пінкера — візуальне сприйняття та розвиток мови у дітей. Відомою є теза Пінкера про те, що мова, якою ми говоримо, є «інстинктом» або біологічною адаптацією, сформованою природним добором.

## Біографія
Пінкер народився в Монреалі, Канада, 1954 року. Походить з єврейської родини, що мешкала в англомовній частині Монреаля. Батьки Стівена Пінкера — Розалін та Гаррі Пінкер. 1971 року закінчив Д'юсон-коледж. Продовжив навчання в Університеті Макгілла, а згодом у Гарвардському університеті, де 1979 року отримав докторський ступінь за дисертацію з експериментальної психології. Протягом одного року займався дослідженнями в Массачусетському технологічному інституті (MIT), потім повернувся до Гарварду. З 1982 до 2003 року Пінкер викладав у департаменті Мозку та когнітивних наук в MIT, і став директором Центру когнітивних нейронаук (крім одного року, проведеного в Університет Каліфорнії, Санта Барбара в 1995–1996).
2004 року Пінкер був названий журналом Time одним зі 100 найвпливовіших науковців та мислителів у світі. Журнал «Foreign Policy» 2010 року включив його до списку 100 сучасних мислителів.
Він двічі був фіналістом Пулітцерівської премії, 1998 і 2003 року.
Почесний доктор Ньюкаслського університету, Університету Макгілла, Суррейського університету, Тель-Авівського університету та Університету Тромсе.
Пінкер одружений з письменницею Ребекою Голдстейн. Це його третій шлюб, проте своїх дітей у нього немає.
В одному з інтерв'ю Пінкер сказав, що ніколи не був релігійним в теологічному сенсі після того, як усвідомив себе атеїстом в 13 років, але в різні періоди вважав себе приналежним до єврейської культури. Його політичні погляди були близькі до анархістських, але після заворушень в Монреалі 1969 року він розчарувався в анархізмі.

## Теорія мови і розуму
Пінкер відомий своєю теорією засвоєння мови, дослідженнями синтаксису, морфології та значення дієслів, а також критикою конективістських моделей мови. У своїй книзі «Мова як інстинкт» (1994) він популяризує роботи Ноама Чомскі про вроджені здібності свідомості до мови, з тією різницею, що, з точки зору Пінкера, ця здатність сформувалася як адаптація за допомогою природного добору, а не є побічним продуктом еволюції. Він також підтримує ідею про комплексну людську природу, що складається з величезної кількості адаптивних здібностей розуму. Іншою важливою ідеєю Пінкера є те, що людська свідомість почасти працює за допомогою комбінаторної маніпуляції символами, що розходиться з багатьма конективістськими моделями.

## Книги
- «Мова як інстинкт» The Language Instinct (1994)
- «Як працює розум» How the mind works (1997)
- «Слова та правила: складові частини мови» / Words and Rules: The Ingredients of Language (1999)
- «Чистий аркуш» / The Blank Slate: The Modern Denial of Human Nature (2002)
- «Матерія думки» / The Stuff of Thought: Language as a Window into Human Nature (2007)
- «Найкраще у нас» / The Better Angels of Our Nature: The Decline of Violence in History and Its Causes (2011)
- Субстанція мислення: Мова як вікно в людську природу. (2013)
- «Просвітництво сьогодні. Аргументи на користь розуму, науки та прогресу» (2018)